# Myriozoella plana
Myriozoella plana är en mossdjursart som först beskrevs av Dawson 1859.  Myriozoella plana ingår i släktet Myriozoella och familjen Myriaporidae. Inga underarter finns listade i Catalogue of Life.